# Protapanteles ecuadorius
Protapanteles ecuadorius är en stekelart som först beskrevs av Whitfield 2002.  Protapanteles ecuadorius ingår i släktet Protapanteles och familjen bracksteklar. Inga underarter finns listade i Catalogue of Life.